# Niall Horan
Niall James Horan (Mullingar, Irlanda, 13 de setembre de 1993) és un cantant i compositor irlandès conegut per ser integrant de la banda One Direction.
Després de participar en el càstig del programa The X Factor i ser acceptat, els jutges li van suggerir que formés part d'un grup anomenat One Direction juntament amb altres concursants: Harry Styles, Zayn Malik, Liam Payne i Louis Tomlinson. El grup va arribar al final del programa i van quedar en tercera posició.
Tot i no haver guanyat, Simon Cowell va pagar un contracte amb la discografia Syco perquè firmessin un contracte amb aquesta. 
Des de petit va mostrat interès per la música després que la seva família li regalés una guitarra per Nadal. Cita a Michael Bublé com una de les seves grans influències. Després que One Direction anunciés un descans indefinit, va seguir en la música com a solista amb el seu àlbum debut Flicker (2017), que va aconseguir la primera posició en el Billboard 200 dels Estats Units i incloïa «This Town», «Slow Hands» i «Too Much to Ask», que van entrar en el top 10 en diversos països. Posteriorment, va publicar el seu segon àlbum Heartbreak Weather (2020), que va arribar a la primera posició a Irlanda i el Regne Unit.

## Primers anys de vida
Horan va néixer a Mullingar, comtat de Westmeath, Irlanda. Té un germà gran, Greg. Els seus pares, Bobby Horan i Maura Gallagher, es van divorciar quan ell tenia cinc anys, així que ell i el seu germà van viure amb la seva mare durant un any. Després de passar un any separats del seu pare, van decidir més tard anar-se'n a viure amb ell. Va assistir a la "St. Kenny's National School", una escola primària, i al "Mary's College" (irlandès: Coláiste Mhuire), una escola catòlica de nois, que es troben a la seva ciutat natal de Mullingar.
Horan va intentar tocar la guitarra que el seu germà va comprar per al seu matrimoni, però no va poder tocar-la. Horan, que llavors tenia 11 anys, va ensenyar ell mateix a tocar la guitarra seguint els tutorials de YouTube. La seva tia va descobrir les seves habilitats un dia quan anava al cotxe amb en Horan mentre ell començava a cantar, i inicialment havia pensat que la ràdio estava encesa. Quan era adolescent, va actuar al "Mullingar Arts Center" durant una recaptació de fons per a l'equip de futbol local, els Shamrocks. També estava fent una plaça de suport amb l'antic concursant de X Factor Lloyd Daniels al club Academy de Dublín.

## Carrera
2010: El Factor X
El 2010, als setze anys, Horan va fer una audició per a la setena sèrie de "The X Factor" a Dublín. Va cantar "So Sick" i va rebre comentaris contradictoris dels jutges. Louis Walsh estava a favor seu, però Cheryl Cole i la jutge convidada Katy Perry van sentir que necessitava temps per créixer. Simon Cowell va votar per deixar-lo passar, Cole va dir que no, Walsh va dir que sí i Perry va decidir votar que sí. Llavors, Horan va ser sotmès a bootcamp.
Al bootcamp, va cantar "Champagne Supernova", però no va aconseguir classificar-se per a la categoria. Després d'un suggeriment de la jutge convidada Nicole Scherzinger, Horan es va posar en un grup amb quatre nois que tampoc no van poder seguir endavant a la competició, i com que estaven massa bons per deixar-los anar, els jutges van decidir estar d'acord amb Scherzinger. Horan juntament amb Harry Styles, Liam Payne, Louis Tomlinson i Zayn Malik van formar "One Direction". Styles va idear el nom de la banda, que va pensar que sonaria bé quan el locutor Peter Dickson llegís el seu nom als espectacles en directe.
El grup es va reunir durant dues setmanes per conèixer-se i practicar. Per a la seva cançó de classificació a les "cases dels jutges" i la seva primera cançó com a grup, "One Direction" va cantar una versió acústica de "Torn". Simon Cowell va comentar més tard que l'actuació el va convèncer que el grup "era confiat, divertit, com una colla d'amics, i també una mica sense por". Durant les quatre primeres setmanes dels espectacles en directe, van ser l'últim acte de Cowell a la competició. Durant la competició, la banda va interpretar diferents cançons com ara "My Life Would Suck Without You" de Kelly Clarkson i "Total Eclipse of the Heart" de Bonnie Tyler, guanyant ràpidament popularitat a les Illes de Plata. Van acabar en 3r lloc, darrere de la subcampiona Rebecca Ferguson i el guanyador Matt Cardle.
2011–2015, One Direction
Després de "The X Factor", Cowell va signar "One Direction" amb un contracte discogràfic Syco de 2 milions de lliures. Van començar a gravar el seu àlbum debut a Los Angeles el gener de 2011. Aquell febrer, es va publicar un llibre amb llicència de "One Direction": "Forever Young" (Our Official X Factor Story), que va encapçalar la llista de més venuts del Sunday Times. Aquell mateix mes, la banda i altres concursants de la sèrie van participar en The X Factor Live Tour. Durant la gira, el grup va actuar per a 500.000 persones a tot el Regne Unit. Després que la gira va concloure a l'abril, el grup va continuar treballant en el seu àlbum debut. La gravació va tenir lloc a Estocolm, Londres i Los Angeles, ja que "One Direction" va treballar amb productors com Carl Falk, Savan Kotecha, Steve Mac i Rami Yacoub.
El primer senzill de "One Direction", "What Makes You Beautiful", va ser llançat el setembre de 2011. Un èxit global i comercial, la cançó va assolir el número u a diversos països. Els senzills posteriors, "Gotta Be You", "One Thing" i "More than This", també havien tingut èxit, i els dos primers es van convertir en els deu millors èxits al Regne Unit. El novembre d'aquell any, l'àlbum debut del grup "Up All Night" va ser llançat a Irlanda i el Regne Unit, aconseguint el número u i el número dos de les llistes, respectivament. L'àlbum va ser llançat internacionalment el març de 2012, i One Direction es va convertir en el primer grup del Regne Unit que el seu àlbum debut va arribar al número u als Estats Units. Per promocionar l'àlbum, es van embarcar en la seva primera gira de concerts, la "Up All Night Tour". Originalment pensat amb espectacles que tinguessin lloc només a Europa, es van afegir dates addicionals a Amèrica del Nord i Austràlia a causa de la demanda extrema. La gira va ser un èxit comercial; les entrades es van esgotar en pocs minuts, i la gira va ser rebuda amb crítiques positives de la crítica que va aplaudir les seves habilitats per a cantar i la seva presència a l'escenari.
Al maig de 2012, la banda va llançar el DVD de la gira, "Up All Night: The Live Tour". Aquest mateix mes, el primer llibre d'One Direction amb llicència als Estats Units, "Dare to Dream: Life as One Direction", es va publicar i va encapçalar la llista de més venuts del New York Times. El setembre de 2012, el grup va llançar "Live While We're Young", el senzill principal del seu proper segon àlbum. El segon senzill de l'àlbum, "Little Things", va generar el segon senzill número u de la banda al Regne Unit. El novembre de 2012 es va publicar "Take Me Home", el segon àlbum d'"One Direction". Va arribar al número u en més de 35 països, i, després d'aconseguir el número u al Billboard 200, el grup es va convertir en la primera banda de nois de la història de les llistes dels Estats Units a gravar dos àlbums número u. en el mateix any natural al costat de convertir-se en el primer grup des de 2008 a gravar dos àlbums número u el mateix any. Per donar suport a l'àlbum, es van embarcar en la seva segona gira principal, "Take Me Home Tour", amb més de 120 concerts en quatre continents. L'agost de 2013, es va estrenar One Direction: This Is Us, una pel·lícula de concert documental en 3D que va ser un èxit de taquilla, amb una recaptació de més de 68,5 milions de dòlars. El tercer llibre d'"One Direction": Where We Are: Our Band, Our Story: 100% Official, es va publicar aquest mateix mes.
El tercer àlbum d'estudi de la banda, "Midnight Memories", es va publicar el 25 de novembre de 2013. Va ser l'àlbum més venut a tot el món el 2013 amb 4 milions de còpies venudes a tot el món. "Best Song Ever", el senzill principal de l'àlbum, és el single més alt d'"One Direction" als Estats Units fins ara. Després de la publicació de l'àlbum, el grup es va embarcar en la gira Where We Are. La primera gira de la banda per tot l'estadi, les entrades es van esgotar en minuts, i es van afegir més espectacles a causa de la "demanda aclaparadora". Caufield, Keith. "One Direction's 'Four' Makes Historic No. 1 Debut on Billboard 200 Chart". Billboard.com. Consultat 20 octubre 2015. La banda va tenir una mitjana de 49.848 fans per espectacle. La gira va recaptar més de 290 milions de dòlars i va ser la gira més taquillera del 2014, la 15a gira de concerts més taquillera de tots els temps, i segueix sent la gira més taquillera de tots els temps per part d'un grup vocal. El setembre de 2014, es va publicar el quart llibre d'"One Direction": Who We Are: Our Official Autobiography. La segona pel·lícula de concerts del grup, One Direction: Where We Are – The Concert Film, es va estrenar l'octubre de 2014, mostrant imatges dels espectacles de la banda a l'estadi de San Siro de Milà, Itàlia. El novembre de 2014, "One Direction" va llançar el seu quart àlbum, Four. L'últim àlbum que inclou Zayn Malik, els senzills "Steal My Girl" i "Night Changes" van rebre l'estatus de platí. L'àlbum va debutar al número u a 18 països, i "One Direction" es va convertir en l'únic grup en els 58 anys d'història de la llista d'àlbums Billboard 200 que va debutar els seus quatre primers àlbums al número u. El febrer de 2015, la banda es va embarcar en la gira On The Road Again, fent espectacles a Austràlia, Àsia, Àfrica, Europa i Amèrica del Nord. Es van vendre més de 2,3 milions d'entrades amb un import brut de 208 milions de dòlars. El novembre de 2015 es va publicar Made in the A.M., el seu cinquè àlbum. Liderat pels senzills "Drag Me Down" i "Perfect", l'àlbum va assolir el número u a diversos països, inclòs el Regne Unit, mentre que va arribar al número dos al Billboard 200 dels EUA. Després del llançament de l'àlbum, el grup va fer una pausa indefinida.
2016–2018, Flicker i Modest Golf Management
El febrer de 2016, es va estrenar "Modest Golf", una empresa de gestió de golf que Horan va fundar juntament amb Mark McDonnell i Ian Watts. Des de llavors, "Modest Golf" ha fitxat diversos jugadors de golf. El març de 2019, "Modest Golf" va guanyar la seva primera gira europea quan el golfista italià Guido Migliozzi, el primer golfista que la companyia va signar l'agost de 2016, va guanyar l'Open de Kenya. Al setembre de 2016, es va anunciar que Horan havia signat un contracte en solitari amb "Capitol Records". El 29 de setembre de 2016, Horan va llançar el seu senzill debut en solitari "This Town". Des del seu llançament, ha arribat al número 9 a la llista de singles del Regne Unit i al número 20 al Billboard Hot 100 dels EUA. El 4 de maig de 2017, Horan va llançar el seu segon senzill en solitari "Slow Hands". També va entrar al top 10 del Regne Unit i al top 20 dels EUA.

En una entrevista a "Entertainment Weekly", Horan va declarar que el seu proper àlbum, Flicker, s'inspirava en grups de rock clàssic, com "Fleetwood Mac" i "The Eagles", 
| « | "Sempre que agafava una guitarra, sempre tocava acords com aquest, i amb els dits. tria molt i toca aquest estil folk". | » |

També va descriure la col·lecció com una "sensació de folk amb pop". Horan es va embarcar en una gira mundial, "Flicker Sessions 2017", que va començar a l'agost per promocionar l'àlbum. Horan va anunciar que s'havia posat en contacte amb la cantant nord-americana Maren Morris per contribuir a la seva cançó "Seeing Blind". L'agost, va estrenar una cançó titulada "On My Own" a l'Olympia Theatre de Dublín. El 15 de setembre de 2017, Horan va llançar el seu tercer senzill de l'àlbum, "Too Much to Ask".
Flicker es va llançar el 20 d'octubre de 2017 i va debutar a la part superior del Billboard 200. També va arribar al número u a Irlanda i als Països Baixos. El 8 de novembre de 2017, va actuar al costat de Maren Morris als 51st Country Music Association Awards. El 2018, es va embarcar en la gira mundial Flicker per promocionar l'àlbum.
2019-present, Temps desgarrador
El setembre de 2019, Horan va declarar que havia estat treballant en el seu proper segon àlbum d'estudi amb Greg Kurstin, que el va ajudar amb una balada titulada "Put a Little Love on Me". El senzill principal de l'àlbum, "Nice to Meet Ya", va ser llançat el 4 d'octubre de 2019. El 30 d'octubre, Horan va anunciar que s'embarcaria en el Nice to Meet Ya Tour el 2020. Tanmateix, la gira es va cancel·lar més tard a causa de la pandèmia de la COVID-19. "Put a Little Love on Me" es va publicar com a segon senzill de l'àlbum el 6 de desembre de 2019. El 7 de febrer de 2020, Horan va llançar el tercer senzill de l'àlbum, "No Judgement", al costat de revelar el títol de l'àlbum com Heartbreak Weather i anunciar el 13 de març de 2020 com a data de llançament.
Heartbreak Weather va ser llançat amb crítiques positives i va debutar al número quatre del Billboard 200 dels EUA i el número u a la llista d'àlbums del Regne Unit. Mentre estava en confinament, la cantant va co-escriure una nova versió de la cançó d'Ashe, "Moral of the Story", que es va publicar el juny de 2020. El 21 de maig de 2021, Horan i la cantant anglesa Anne-Marie van llançar "Our Song".

## Artística
L'estil musical d'Horan s'ha classificat com a soft rock, folk, folk-pop, country, pop i indie folk. El seu àlbum de debut en solitari va ser descrit com al "costat més folk del pop", incorporant elements de música folk, així com pop rock, soft rock i música country. En una entrevista a Digital Spy, Horan va citar Michael Bublé com una de les seves majors influències perquè tenien històries de vida similars, ja que va ser descobert per la seva tia i li va passar el mateix, excepte que va ser descobert pel seu pare. Horan ha citat Taylor Swift com una de les seves influències, anomenant-la una de les més grans compositores de la seva generació.
Horan també ha declarat que és un "gran, gran fan del swing", citant els seus artistes preferits com Frank Sinatra, Dean Martin i Bublé. Horan també ha declarat que és un "fan de Justin Bieber" i ha vist Bieber com un model de carrera. A Horan li agrada la música pop i rock i és un fan de The Eagles, Fleetwood Mac, Bon Jovi, The Script, Take That i Westlife.

## Vida personal
A Horan li agradava practicar diversos esports mentre creixia, com el golf, el futbol i el futbol gaèlic. L'estiu de 2010, mentre jugava a futbol amb amics, es va lesionar el genoll i li van diagnosticar una ròtula flotant. El problema es va repetir diverses vegades durant els dos anys següents, inclòs un incident el 2013 on es va luxar el genoll a l'escenari durant un concert a Anvers, Bèlgica. Horan va anar als Estats Units per a una cirurgia reconstructiva important el gener de 2014, després que la gira va acabar. Després de la cirurgia, va ser convidat a fer teràpia física amb el Chelsea pel seu entrenador, José Mourinho. Horan va passar més de set setmanes de teràpia física amb els membres de l'equip i el seu fisioterapeuta al seu camp d'entrenament a Surrey.
Horan va fundar Modest! Golf, una empresa de gestió de golf que també organitza un torneig anual, el 2016. Horan també va ajudar a promoure l'Open d'Irlanda del Nord. Va fer de caddie per al golfista professional Rory McIlroy per al concurs Par 3 abans del Torneig Màster de 2015 a Augusta, Geòrgia.
L'abril de 2018, Horan va parlar del seu diagnòstic de TOC lleu i la seva ansietat. Horan va començar a sortir amb l'actriu nord-americana Hailee Steinfeld el desembre del 2017. Els dos es van separar el desembre del 2018. Horan va començar a sortir amb la gestora de comptes Amelia Woolley el 2020. Reparteix el seu temps entre Los Angeles i el sud de Londres.

## Filantropia
Com a antic membre d'One Direction, Horan va participar en la campanya Action 1D que 
| « | "pretén acabar amb la pobresa extrema, fer front a la desigualtat i frenar el canvi climàtic amb l'ajuda dels seus milions de fans". | » |

 La banda també va donar suport a Comic Relief.
El maig de 2014, Horan va organitzar el "Charity Football Challenge" al King Power Stadium de Leicester City per recaptar diners per a Irish Autism Action. El partit de futbol de celebritats va tenir 10.000 espectadors i va recaptar unes 300.000 lliures per a la caritat. El 2016, Horan va continuar donant suport a "Irish Autism Action" mitjançant la creació de samarretes d'edició limitada.
Horan va formar part de l'estrella "Soccer Aid 2016" i 2019 que va recaptar fons per a UNICEF. El 2017, Horan va rebre un premi Arnie pel seu treball amb organitzacions benèfiques. El 2019, Horan s'uneix a l'equip "Soccer Aid World XI d'UNICEF", abans anomenat "Rest of the World", juntament amb el velocista retirat Usain Bolt i l'exjugador del Chelsea FC Didier Drogba. El torneig d'ajuda al futbol d'UNICEF té com a objectiu recaptar fons per beneficiar els nens de tot el món.
Horan ha participat activament amb la iniciativa Drive, "Chip, and Putt" que fomenta i dona suport a la generació més jove de golfistes. També ha parlat del seu desig de fer créixer la participació femenina en el golf, així com de voler més suport i promoció per a les golfistes, afirmant que "el golf es veu com un esport d'home ric" i "necessitem més noies adolescents implicades". Des del 2016, la seva empresa de gestió i Justin Rose han organitzat programes de recaptació de fons que van beneficiar a "Cancer Research UK" i "The Black Heart Foundation".
El juny de 2020, Horan va expressar el seu suport al moviment "Black Lives Matter" i va assistir a diverses marxes de Londres. Horan també s'ha pronunciat sobre l'any de les eleccions 2020 als Estats Units i ha expressat el seu disgust per l'antic president dels Estats Units, Donald Trump, en diverses ocasions.

## Filmografia
| Any  | Títol                                          | Rol                     | Notes                                     | Ref.    |
| ---- | ---------------------------------------------- | ----------------------- | ----------------------------------------- | ------- |
| 2012 | iCarly                                         | Himself                 | Episode: "iGo One Direction"              |         |
| 2013 | One Direction: This Is Us                      | Himself                 | Documentary concert film                  |         |
| 2014 | One Direction: Where We Are – The Concert Film | Himself                 | Concert film                              |         |
| 2017 | One Love Manchester                            | Himself                 | Television special                        |         |
| 2017 | On the Record: Flicker                         | Himself                 | Documentary short film                    | [ 115 ] |
| 2019 | Saturday Night Live                            | Himself (musical guest) | Episode: "Scarlett Johansson"/Niall Horan |         |
| 2020 | Together at Home                               | Himself                 | Television special                        |         |

## Discografia
- Flicker (2017)
- Heartbreak Weather (2020)

## Premis i nominacions
| Any  | Premi                               | Categoria                              | Treball/nominat      | Resultat  | Ref.    |
| ---- | ----------------------------------- | -------------------------------------- | -------------------- | --------- | ------- |
| 2016 | BMI London Awards                   | Pop Award Songs                        | "Night Changes"      | Guanyador | [ 116 ] |
| 2017 | People's Choice Awards              | Favorite Breakout Artist               | Niall Horan          | Guanyador | [ 117 ] |
| 2017 | iHeartRadio Music Awards            | Best Solo Breakout                     | Niall Horan          | Nominat   | [ 118 ] |
| 2017 | Radio Disney Music Awards           | Best Male Artist                       | Niall Horan          | Guanyador | [ 119 ] |
| 2017 | iHeartRadio Much Music Video Awards | Fan Fave International Artist or Group | Niall Horan          | Guanyador | [ 120 ] |
| 2017 | Teen Choice Awards                  | Choice Song: Male Artist               | "Slow Hands"         | Guanyador | [ 121 ] |
| 2017 | Teen Choice Awards                  | Choice Summer Male Artist              | Niall Horan          | Nominat   | [ 122 ] |
| 2017 | Telehit Awards                      | Video in English                       | "Slow Hands"         | Guanyador | [ 123 ] |
| 2017 | BMI London Awards                   | Pop Award Songs                        | "This Town"          | Guanyador | [ 124 ] |
| 2017 | Choice Music Prize                  | Song of the Year 2016                  | "This Town"          | Nominat   | [ 125 ] |
| 2017 | American Music Awards               | New Artist of the Year                 | Niall Horan          | Guanyador | [ 126 ] |
| 2018 | Global Awards                       | Best Song                              | "Slow Hands"         | Nominat   | [ 127 ] |
| 2018 | Global Awards                       | Best Male                              | Niall Horan          | Nominat   | [ 127 ] |
| 2018 | Global Awards                       | Best Pop                               | Niall Horan          | Nominat   | [ 127 ] |
| 2018 | Choice Music Prize                  | Song of the Year 2017                  | "Slow Hands"         | Nominat   | [ 128 ] |
| 2018 | iHeartRadio Music Awards            | Best New Pop Artist                    | Niall Horan          | Guanyador | [ 129 ] |
| 2018 | iHeartRadio Music Awards            | Best New Artist                        | Niall Horan          | Nominat   | [ 129 ] |
| 2018 | iHeartRadio Music Awards            | Best Solo Breakout                     | Niall Horan          | Nominat   | [ 129 ] |
| 2018 | iHeartRadio Music Awards            | Best Lyrics                            | "Slow Hands"         | Guanyador | [ 129 ] |
| 2018 | iHeartRadio Music Awards            | Best Cover Song                        | "Issues"             | Nominat   | [ 129 ] |
| 2018 | BMI Pop Awards                      | Award Winning Songs                    | "Slow Hands"         | Guanyador | [ 130 ] |
| 2018 | BMI Pop Awards                      | Award Winning Songs                    | "This Town"          | Guanyador | [ 130 ] |
| 2018 | Teen Choice Awards                  | Choice Male Artist                     | Niall Horan          | Nominat   | [ 131 ] |
| 2018 | Teen Choice Awards                  | Choice Summer Male Artist              | Niall Horan          | Nominat   | [ 131 ] |
| 2018 | Teen Choice Awards                  | Choice Summer Tour                     | Flicker World Tour   | Nominat   | [ 131 ] |
| 2018 | BMI London Awards                   | Pop Award Songs                        | "Slow Hands"         | Guanyador | [ 132 ] |
| 2018 | Hollywood Music in Media Awards     | Original Song – Animated Film          | "Finally Free"       | Nominat   | [ 133 ] |
| 2019 | iHeartRadio Music Awards            | Best Cover Song                        | "Crying in the Club" | Nominat   | [ 134 ] |
| 2019 | Teen Choice Awards                  | Choice Collaboration                   | "What a Time"        | Nominat   | [ 135 ] |
| 2019 | BMI London Awards                   | Pop Award Songs                        | "On the Loose"       | Guanyador | [ 136 ] |
| 2019 | BMI London Awards                   | Pop Award Songs                        | "Too Much to Ask"    | Guanyador | [ 136 ] |
| 2020 | BMI London Awards                   | Pop Award Songs                        | "Nice to Meet Ya"    | Guanyador | [ 137 ] |
| 2021 | BMI London Awards                   | Pop Award Songs                        | "Moral of the Story" | Guanyador | [ 138 ] |
| 2021 | Choice Music Prize                  | Song of the Year 2020                  | "No Judgement"       | Guanyador | [ 139 ] |

## Gires
Headlining
- Flicker Sessions (2017)
- Flicker World Tour (2018)

Cancelled
- Nice To Meet Ya Tour (2020)